# Аршали (селище)
Аршали́ — селище в Казахстані, центр Аршалинського району Акмолинської області Казахстану. Адміністративний центр та єдиний населений пункт Аршалинської селищної адміністрації.

## Населення
Населення — 7888 осіб (2021; 7051 особа (2009; 7208 1999, 7953 у 1989).

## Географія
Розташоване на річці Ішим (притока Іртиша), за 70 км на південний схід від Астани, за 4 км від однойменної залізничної станції. Комбінат будівельних матеріалів, завод залізобетонних шпал, щебеневий та асфальтовий заводи, маслозавод. Через селище проходи автошлях Астана — Караганда.

## Історія
Селище засноване 1890 року як Борисовка, 1928 року отримало нову назву — Вишневка, з 1997 року має сучасну назву.